# NGC 6676
NGC 6676 est une vaste galaxie spirale située dans la constellation du Dragon. Sa vitesse par rapport au fond diffus cosmologique est de 6 707 ± 12 km/s, ce qui correspond à une distance de Hubble de 98,9 ± 6,9 Mpc (∼323 millions d'al). NGC 6676 a été découverte par l'astronome américain Lewis Swift en 1886.
La classe de luminosité de NGC 6667 est II-III et elle présente une large raie HI.
À ce jour, quatre mesures non basées sur le décalage vers le rouge (redshift) donnent une distance égale à 112,675 ± 12,642 Mpc (∼368 millions d'al), ce qui est à l'intérieur des valeurs de la distance de Hubble. Notons cependant que c'est avec la valeur moyenne des mesures indépendantes, lorsqu'elles existent, que la base de données NASA/IPAC calcule le diamètre d'une galaxie et qu'en conséquence le diamètre de NGC 6676 pourrait être d'environ 50,0 kpc (∼163 000 al) si on utilisait la distance de Hubble pour le calculer.